# Pequeño libro de Wilhelm Friedemann Bach

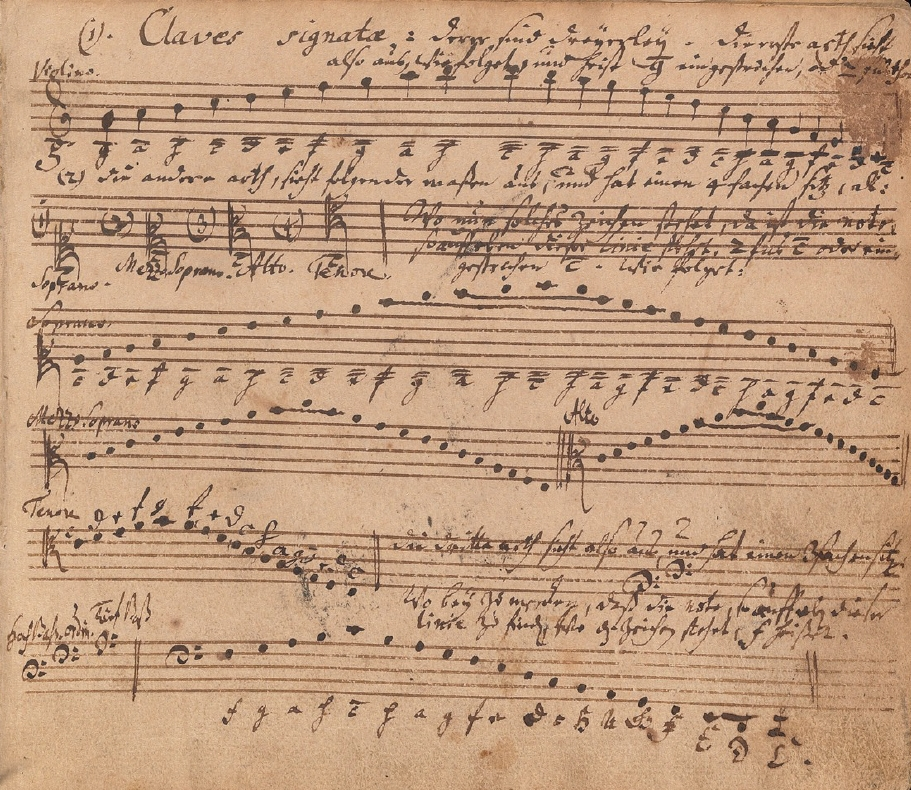
Esta es la página inicial manuscrita por Bach del Pequeño libro para Wilhelm Friedemann Bach, dedicada a la explicación de las claves.

El Pequeño libro de Wilhelm Friedemann Bach (titulado originalmente en el original manuscrito como: Clavier-Büchlein vor Wilhelm Friedemann Bach) es una colección de obras musicales para teclado compilada por el compositor barroco alemán Johann Sebastian Bach para el segundo de sus hijos, primero de sus hijos varones, Wilhelm Friedemann. En alemán moderno es denominado Klavierbüchlein für Wilhelm Friedemann Bach. 
Bach empezó la compilación en 1720. La mayoría de las piezas forman partes de obras más extensas y más conocidas, como son El clave bien temperado BWV 846-893 y las Invenciones y las Sinfonías. La autoría de un buen número de las piezas incluidas es objeto de debate, especialmente los célebres Pequeños preludios BWV 924—932, que son frecuentemente atribuidas al mismo Wilhelm Friedemann.

### Prefacio

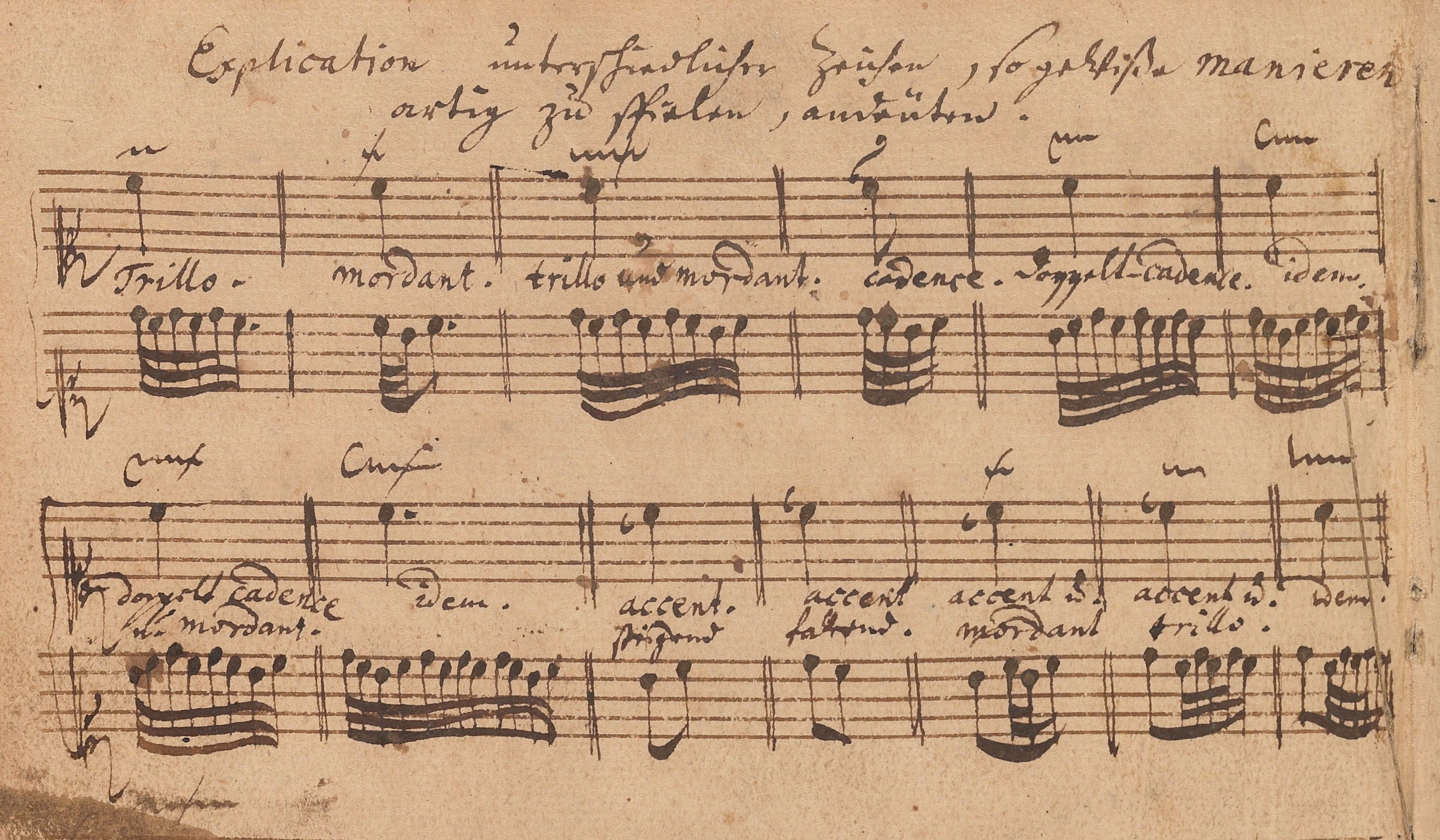
La guía de ornamentos, manuscrita por Bach en el prefacio del Pequeño libro para Wilhelm Friedemann Bach.

### Relación íntegra de las obras incluidas en el manuscrito

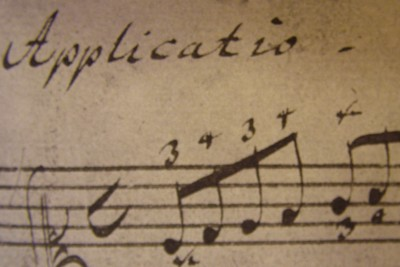
Detalle del primer compás de la Applicatio en do mayor, con las digitaciones manuscritas por Bach claramente visibles.